# May De Silva
May De Silva (sinh k. 1968) là một chuyên gia quản lý Seychelles, hiện đang giữ chức Giám đốc điều hành của Ủy ban chống tham nhũng Seychelles kể từ ngày 16 tháng 3 năm 2017.

## Cuộc đời và sự nghiệp
Cô sinh ra và lớn lên ở Anse Royale, Mahé. Cô là cựu sinh viên của Đại học Ulster, nơi cô có bằng sau đại học sau khi học Quản lý và Lãnh đạo Điều hành. Cô đã là thành viên của nhiều Hội đồng và Hội đồng quốc tế khác nhau, bao gồm Hội đồng tư vấn về giới trong Văn phòng của Thứ nhất và Thứ trưởng thứ nhất của Bắc Ireland, Hội đồng quan hệ đối tác tốt của thành phố Belfast và cô cũng đã chủ trì Nhóm tham khảo phụ nữ chiến lược của Ban kiểm soát Bắc Ireland. Vào ngày 16 tháng 3 năm 2017, cô đã thành công Lucy Athanasius với tư cách là Giám đốc điều hành của Ủy ban chống tham nhũng Seychelles sau khi được bổ nhiệm bởi bà Daniel Faure, Tổng thống Cộng hòa Seychelles.
Trong một vụ án cấp cao De Silva đã chủ trì cuộc điều tra của cựu bộ trưởng Dolor Ernesta.